# Adler Adolphus
Adler Adolphus (Magyarország, 1829–?) zsidó származású magyar polgári és katonai mérnök, az amerikai polgárháborúban rövid ideig a déliek oldalán teljesített katonai szolgálatot ezredesi rangban.

## Élete
Két testvérével, Jákobbal és Móriccal 1848. szeptember 13-án érkezett New York-ba. Később  Virginiában telepedett le. A polgárháború kitörésekor meg kellett küzdenie a déliek bizalmatlanságával, például a Richmond Examiner című lap azzal vádolta a külföldi születésűeket és a zsidókat, hogy haboznak felajánlani szolgálataikat a Konföderációnak, ez valóban így is volt, mert a külföldi születésűek közül egyik sem tartott rabszolgát, s nem értettek egyet a rabszolgaság intézményével, de természetesen az Egyesült Államok északi államaitól való elszakadással sem. Adler a környezet hatására kénytelen volt szolgálatait felajánlani a déli hadseregnek, Henry A. Wise tábornok dandárjába került ezredesi rangban. Wise a mérnöki kar élére nevezte ki, eleinte meg is volt elégedve Adler szolgálataival, a Nyugat-Virginia-i Scary Greeknél vívott 1861. július 17-i ütközet kapcsán azt jelentette Adler ezredesről, hogy tehetséges, jól képzett, bátor férfi.
Azonban Adler hamarosan gyanússá vált feljebbvalói és Wise szemében is. Nem lehet tudni, hogy közvetlenül mi történt, de már 1861 augusztusában letartóztatták Adlert és börtönbe vetették. Vannak források, amelyek azt bizonyítják, hogy Adler hűtlenné vált a déliek ügyéhez. Északi hadifoglyokkal is ült egy börtönben, közülük van olyan, aki azt hallotta Adlertől, hogy Adler nem tartotta jó katonának Henry A. Wise tábornokot, s sokszor megtagadta parancsait. Adler 1862 augusztusában vagy megszökött a börtönből vagy szabadon engedték, mindenesetre nem maradhatott tovább a déliek területén, hamarosan az Egyesült Államok unionista államainak területére menekült, s saját elbeszélése alapján a The New York Times cikket közölt Adler délről való szökésének kalandos történetéről.